# Смоленский (Оренбургская область)
Смоленский — посёлок в Светлинском районе Оренбургской области России. Входит в состав Гостеприимного сельсовета.

## История
В 1966 г. Указом Президиума ВС РСФСР поселок отделения № 2 совхоза «Буруктальский» переименован в Смоленский.

## Население
| 2010 |
| ---- |
| 18   |